# Zeltnera texensis
Zeltnera texensis är en gentianaväxtart som först beskrevs av August Heinrich Rudolf Grisebach, och fick sitt nu gällande namn av G.Mans. och J.S.Pringle. Zeltnera texensis ingår i släktet Zeltnera och familjen gentianaväxter. Inga underarter finns listade i Catalogue of Life.